# Banua Wuhu
Il Banua Wuhu è un vulcano sottomarino che si trova a ovest di Mahengetang, una nelle isole Sangihe dell'Indonesia. Si innalza di oltre 400 m dal fondale marino e arriva fino a circa 5 m dalla superficie del mare.

## Resoconti storici
I resoconti storici mostrano che alcune isole effimere si formarono e scomparvero rapidamente nel corso degli ultimi due secoli. 
Dal 23 al 26 aprile 1835, in seguito a un'eruzione si formò un'isola alta 90 m, che però era completamente erosa dal mare e ridotta a poche rocce nel 1848.
In seguito all'eruzione dal 6 al 9 settembre 1889, si formò una nuova isola che raggiunse un'altezza di 50 m nel 1894. Le eruzioni del 17- 18 aprile e 27 agosto 1904 portarono alla formazione di cinque crateri.
Una nuova isola che aveva preso forma dal 18 luglio 1918 al dicembre 1919, scomparve completamente nel 1935.
In seguito a un'eruzione dell'aprile 1919, giunsero macigni e cenere vulcanica sull'isola di Mahengetang che provocarono l'incendio delle abitazioni, ma senza causare vittime perché gli abitanti avevano già lasciato l'isola.
Un'ulteriore eruzione è registrata tra luglio e dicembre 1895.